# Гаваї, Осло
«Гаваї, Осло» — драматична стрічка, яка була висунута Норвегією на здобуття премії «Оскар» у категорії «Найкращий фільм іноземною мовою», але не потрапила в остаточний список.

## Сюжет
Найспекотніший день в Осло. Молода пара Фроде та Мілла щойно стала батьками хлопчика з вродженими серйозними вадами серця. Вони у відчаї, бо прогнози невтішні, а лікування в США дуже дороге. Психічно хворий молодий чоловік Леон чекає на зустріч із подругою Осаю. 10 років тому друзі домовились, що на 25 день народження Леона вони зустрінуться та поберуться, якщо будуть самотні. Його брат Трюгве вийшов із в'язниці та шукає Леона, щоб поїхати на Гаваї. У той час двоє братів Магне і Міккель, які переховуються від влади після нещодавньої смерті батька, бо не хочуть аби їх розлучили та відправили в різні прийомні родини. Співачка Боббі, популярність якої згасає, намагається вчинити самогубство. Шляхи героїв переплітаються, коли Відар — медбрат, який у снах бачить майбутнє, починає шукати Леона, якому загрожує смерть.

## У ролях
| Актор                 | Роль    |
| --------------------- | ------- |
| Тронд Еспен Сейм      | Відар   |
| Ян Гуннар Рейсе       | Леон    |
| Еві Кассет Рестен     | Оса     |
| Стіг Генрік Грфф      | Фроде   |
| Аксель Генні          | Трюггві |
| Сільє Торп Феравог    | Мілла   |
| Роберт Скйєстад       | Вігго   |
| Петронелла Бакер      | Боббі   |
| Роберт Схьєрстад      | Вігго   |
| Бенжамін Реслер       | Міккель |
| Фердінанд Фалсен-Гііс | Магне   |
| Джудіт Дарко          | Тіна    |
| Мортен Фалдос         | Йон     |

## Створення фільму

### Виробництво
Зйомки фільму проходили в Осло, Норвегія.

### Знімальна група
- Кінорежисер — Ерік Поппе
- Сценаристи — Ерік Поппе, Гаральд Росенлев Еег
- Кінопродюсер — Фінн Еррум
- Композитор — Йон Ерік Кода
- Кінооператори — Ульф Брантос, Бугге Вессельтофт
- Кіномонтаж — Ейнар Егеланд
- Художник-постановник — Астрід Сетрен
- Артдиректор — Ейвінд Стоуд Платоу
- Художник з костюмів — Марія Болін
- Підбір акторів — Ейстейн К'єннеруд[4].

## Сприйняття

### Критика
Фільм отримав схвальні відгуки. На сайті Rotten Tomatoes оцінка стрічки становить 80 % на основі 2 836 відгуків від глядачів (середня оцінка 3,7/5). Фільму зарахований «попкорн» від глядачів, Internet Movie Database — 7,1/10 (4 295 голосів).

### Номінації та нагороди
| Нагороди та номінації фільму «Гаваї, Осло» | Нагороди та номінації фільму «Гаваї, Осло» | Нагороди та номінації фільму «Гаваї, Осло» | Нагороди та номінації фільму «Гаваї, Осло»   | Нагороди та номінації фільму «Гаваї, Осло» | Нагороди та номінації фільму «Гаваї, Осло» |
| Рік                                        | Кінофестиваль/кінопремія                   | Категорія/нагорода                         | Номінант                                     | Результат                                  |                                            |
| ------------------------------------------ | ------------------------------------------ | ------------------------------------------ | -------------------------------------------- | ------------------------------------------ | ------------------------------------------ |
| 2005                                       | «Аманда»                                   | Найкращий фільм                            | Ерік Поппе                                   | Перемога                                   |                                            |
| 2005                                       | «Аманда»                                   | Найкращий сценарій                         | Гаральд Росенлев Еег                         | Перемога                                   |                                            |
| 2005                                       | «Аманда»                                   | Найкращий режисер                          | Ерік Поппе                                   | Номінація                                  |                                            |
| 2005                                       | «Аманда»                                   | Найкращий актор                            | Стіг Генрік Гофф                             | Номінація                                  |                                            |
| 2005                                       | «Косморама»                                | Найкращий актор другого плану              | Стіг Генрік Гофф                             | Перемога                                   |                                            |
| 2005                                       | «Косморама»                                | Найкращий монтаж                           | Ейнар Егеланд                                | Перемога                                   |                                            |
| 2005                                       | Північна рада                              | Кінопремія Північної ради                  | Ерік Поппе, Гаральд Росенлев Еег, Фінн Еррум | Номінація                                  |                                            |
| 2005                                       | Роттердамський міжнародний кінофестиваль   | «Тигр»                                     | Ерік Поппе                                   | Номінація                                  |                                            |